# Facundo Ermini
Facundo Manuel Ermini (18 de marzo de 1982) es un futbolista argentino. Juega de delantero y su actual equipo es Club Defensores de Salto de la Torneo Federal B.

## Trayectoria

### Argentino de Alfonso
Sus inicios fueron en un Club regional llamado Argentino de Alfonso, donde en 2003 hizo su debut como jugador.

### Interior del país
Ermini, hasta sus 31 años jugó siempre en clubes del interior de Argentina. Disùtò torneos regionales, el Torneo Argentino B y el Torneo Argentino A. Logró ascender jugando para Juventud de Pergamino al Argentino A. También en su ciudad natal, jugó en el Club Atlético Douglas Haig.

### Nueva Chicago
A mediados del 2013, es contratado por el Club Atlético Nueva Chicago. El técnico Mario Finarolli había emigrado a la institución verdinegra y no dudó en llamar a Ermini. Sin embargo, luego de la ida del técnico, Ermini no consiguió tener demasiada continuidad. Jugó 8 encuentros sin convertir goles. Su equipo sería el campeón del torneo logrando el ascenso a la Primera B Nacional.

## Clubes
| Club                        | País      | Año         |
| --------------------------- | --------- | ----------- |
| Argentino de Alfonzo        | Argentina | 2003        |
| Juventud de Pergamino       | Argentina | 2004 - 2005 |
| El Linqueño                 | Argentina | 2005 - 2006 |
| Douglas Haig                | Argentina | 2006 - 2009 |
| Juventud Antoniana de Salta | Argentina | 2009 - 2011 |
| Santamarina de Tandil       | Argentina | 2011 - 2011 |
| San Martín de Tucumán       | Argentina | 2011 - 2011 |
| Nueva Chicago               | Argentina | 2013        |
| Juventud de Pergamino       | Argentina | 2015        |
| Club Defensores de Salto    | Argentina | 2016        |

## Palmarés
| Club          | Campeonato                   | País      | Año         |
| ------------- | ---------------------------- | --------- | ----------- |
| Juventud      | Torneo Argentino B (Ascenso) | Argentina | 2004 - 2005 |
| Nueva Chicago | B Metropolitana              | Argentina | 2013 - 2014 |